# Ринок ніобієвих продуктів
Світовий ринок ніобієвих продуктів є виключно монополізованим з абсолютним домінуванням бразильської компанії Companhia Brasileira de Metalurgia e Mineração (CBMM). Розробка найбільшого в світі родовища ніобію Араша з високоякісними та технологічними пірохлоровими рудами, налагоджене виробництво дозволяє CBMM утримувати монопольну позицію. На базі родовища створено гірничо-металургійний комплекс у складі кар'єра, збагачувальної фабрики та заводів, які переробляють пірохлорові концентрати на фероніобій стандартного сорту, та інші ніобієві продукти.
Ще одне бразильське родовище — Каталао-1, — розробляється компанією Mineracao Catalao de Goias S.A. Виробництво ніобію в концентратах складає 6000 т (100 % Nb), який повністю переробляється на фероніобій.
За період 2000—2017 рр. світове виробництво ніобію в концентратах зросло більш, ніж в три рази, та досягло майже 69,0 тис. т (в перерахунку на 100 % Nb). Домінує у виробництві ніобієвих концентратів Бразилія (до 94 % від світового виробництва) та Канада — 5,5 %.
У Канаді видобування ніобію здійснюється компанією Niobec Inc. на родовищі Niobec. Переробляється на фероніобій близько 5 900 т руди на рік.
Загальна потужність ніобієвих гірничо-збагачувальних підприємств в зарубіжних країнах оцінювалася станом на 2017 р. в 250 тис. т концентрату. Кінцева ніобієва продукція випускається в основному у вигляді фероніобію, в меншій мірі — п'ятиоксиду, зливків чистого металу, різних сплавів і сполук.
Світове виробництво фероніобію досягло піку у 2014 році — 105 тис. т. Найбільший виробник фероніобію стандартного сорту — Бразилія (88 тис. т, або 90-92 % у 2017 р.). З 1995 року розпочато виробництво фероніобію в Канаді (9,2 тис. т, або 7-9 % у 2017 р.). На інші країни припадає до 450 т фероніобію на рік, або менше 1 % [8]. У США фероніобій, інші ніобієві сплави і сполуки виробляються шістьома компаніями на семи заводах, в Японії — на одному заводі. Заводи з виробництва фероніобію є в країнах Західної Європи: ФРН, Великобританії, Бельгії та інших. Експорт фероніобію в основному здійснюється із Бразилії — до 86,6 тис. т у 2017 році, та Канади — 10,7 тис.т у 2017 році. Імпортують фероніобій такі країни як США, Японія, Німеччина, Китай, Італія, Південна Корея, Бельгія, Франція, Росія, та інші.
Ціна фероніобію на світових ринках досягла максимуму у 2012 році (26,5 дол. США за 1 кг), та дещо знизилася у 2017 році — 19,6 дол./кг.
Основні виробники пентаоксиду ніобію — Бразилія (2400 т/рік), США (900 т/рік), ФРН та Японія. Загальна потужність заводів по випуску пентаоксиду ніобію у світі визначається в 4 000 т.
Виробництво металевого чистого ніобію здійснюється в таких країнах, як США (до 100 т), Японія (50 т), Німеччина (50 т), Бразилія (100 т).
Споживання ніобію в промислово розвинутих країнах постійно зростає. Структура споживання ніобію за кордоном в останні роки суттєво не змінюється. В США споживання ніобію у 2018 р. складало більше 6000 т (в перерахунку на Nb2O5), в тому числі у вуглецевій сталі — 32 %, високоміцних низьколегованих — 16 %, нержавіючих та жаростійких — 13 %, легованих — 11 %; у виробництві суперсплавів було використано 27 % ніобію, в інших галузях — 1 %.
В Японії споживання ніобію (в перерахунку на Nb2O5) в 2017 р. досягло 4800 т, в тому числі у вигляді фероніобію – 4 350 т, в сплавах і сполуках – 410 т, в металі – близько 29 т Nb. Структура споживання в Японії відрізняється більш високим питомим використанням ніобію в сталях (більше 90 %), та незначним його використанням в спеціальних сплавах (2 %); в інших галузях споживається близько 8 % ніобію .
У більшості країн Західної Європи споживання ніобію збереглося на достатньо високому рівні завдяки зростанню його використання в трубній сталі. У виробництві сталі на металургійних заводах Західної Європи використовується близько 93 % ніобію.
В Україні виробництво пентаоксиду ніобію та хімічних сполук ніобію і танталу, а також порошків цих металів було організовано на Донецькому ХМЗ з лопаритових концентратів Ловозерського родовища (Росія), та гідрооксиду ніобію одного із російських заводів ще в 1950-х роках. Пізніше завод став виробляти ніобій-алюмінієві лігатури методом позапічної алюмотермічної плавки, та чистий ніобій у зливках методом електронно-променевого переплаву. Виробничі потужності останнього виробництва — 30 т зливків на рік, — існували до ліквідації заводу у 1999 році.